# Särkijärvi (sjö i Ijo, Norra Österbotten)
Särkijärvi är en sjö i kommunen Ijo i landskapet Norra Österbotten i Finland. Sjön ligger 105,3 meter över havet. Arean är 2,12 kvadratkilometer och strandlinjen är 7,35 kilometer lång. Sjön  ingår i Kuivajokis huvudavrinningsområde.   Den ligger omkring 81 kilometer norr om Uleåborg och omkring 620 kilometer norr om Helsingfors. 